# Keerkringpark

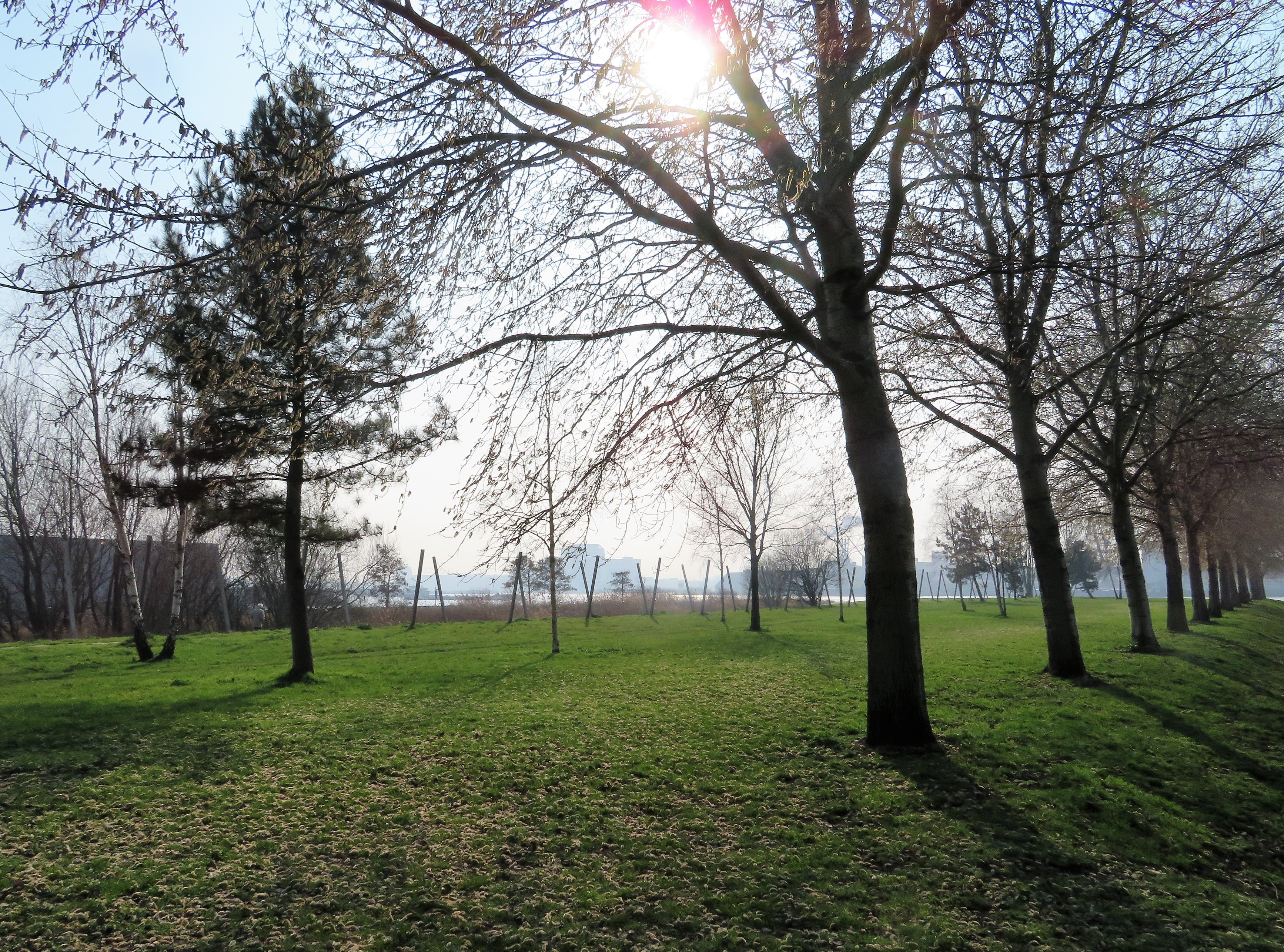
Keerkringpark

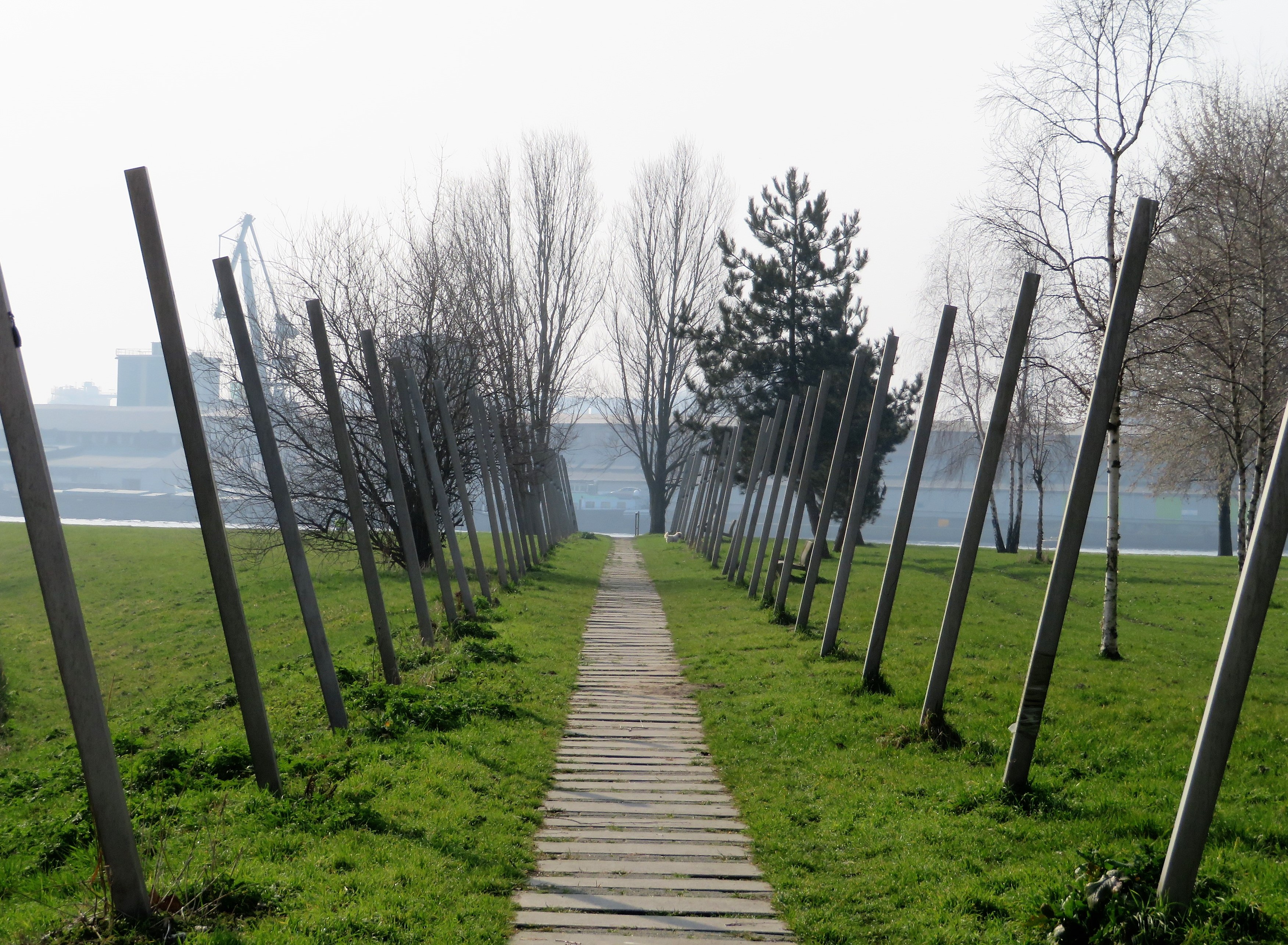
Lichtlijn in het Keerkringpark

Het Keerkringpark is een klein park in Amsterdam-Noord. Het ligt ingesloten tussen Het IJ, het Cornelis Douweskanaal-West, de Hardwareweg en de Tt Vasumweg.
Het park is ontworpen door landschapsarchitect Saline Verhoeven. De lichtlijn is de centrale as, een directe lijn naar het water.